# Róbert Polievka
Róbert Polievka (sinh 9 tháng 6 năm 1996) là một cầu thủ bóng đá Slovakia thi đấu cho MŠK Žilina ở vị trí tiền đạo.

## Sự nghiệp câu lạc bộ

### FK Dukla Banská Bystrica
Anh ra mắt chuyên nghiệp cho Banská Bystrica trước Košice ngày 12 tháng 7 năm 2014.

### FC DAC 1904 Dunajská Streda
Ngày 20 tháng 6 năm 2015, anh ký bản hợp đồng 3 năm với FC DAC 1904 Dunajská Streda.